# Aoi Itō
Aoi Itō (japanisch 伊藤 あおい Itō Aoi; * 21. Mai 2004 in Aichi) ist eine japanische Tennisspielerin.

## Karriere
Itō spielt vor allem auf Turnieren der ITF Women’s World Tennis Tour, bei denen sie bislang vier Einzel- und neun Doppeltitel gewonnen hat. Im Januar 2025 gewann sie in Canberra ihren ersten Einzeltitel im Rahmen der WTA Challenger Series.

## Turniersiege

### Einzel
| Nr. | Datum              | Turnier   | Kategorie      | Belag     | Finalgegnerin | Ergebnis |
| --- | ------------------ | --------- | -------------- | --------- | ------------- | -------- |
| 1.  | 11. Juni 2023      | Kashiwa   | ITF W15        | Hartplatz | Kisa Yoshioka | 6:4, 6:1 |
| 2.  | 9. Juni 2024       | Kawaguchi | ITF W15        | Hartplatz | Mao Mushika   | 6:1, 6:4 |
| 3.  | 29. September 2024 | Nanao     | ITF W50        | Teppich   | Ayano Shimizu | 6:2, 6:1 |
| 4.  | 24. November 2024  | Takasaki  | ITF W100       | Hartplatz | Wei Sijia     | 7:5, 6:4 |
| 5.  | 4. Januar 2025     | Canberra  | WTA Challenger | Hartplatz | Wei Sijia     | 6:4, 6:3 |

### Doppel
| Nr. | Datum              | Turnier   | Kategorie | Belag     | Partnerin      | Finalgegnerinnen                | Ergebnis          |
| --- | ------------------ | --------- | --------- | --------- | -------------- | ------------------------------- | ----------------- |
| 1.  | 30. Juli 2022      | Caloundra | ITF W15   | Hartplatz | Nanari Katsumi | Monique Barry Stefani Webb      | 6:2, 6:2          |
| 2.  | 15. Oktober 2022   | Hamamatsu | ITF W25   | Teppich   | Haruna Arakawa | Erina Hayashi Kanako Morisaki   | 6:1, 7:66         |
| 3.  | 22. April 2023     | Osaka     | ITF W15   | Hartplatz | Mio Mushika    | Choi Ji-hee Lee Ya-hsuan        | 6:4, 65:7, [10:6] |
| 4.  | 17. Juni 2023      | Kawaguchi | ITF W15   | Hartplatz | Miyu Nakashima | Ayumi Miyamoto Lisa-Marie Rioux | 6:4, 6:4          |
| 5.  | 1. Juli 2023       | Hongkong  | ITF W25   | Hartplatz | Erika Sema     | Momoko Kobori Ayano Shimizu     | 5:7, 6:3, [10:4]  |
| 6.  | 23. September 2023 | Kyoto     | ITF W25   | Hartplatz | Tsao Chia-yi   | Hiromi Abe Anri Nagata          | 6:2, 6:1          |
| 7.  | 30. September 2023 | Nanao     | ITF W40   | Teppich   | Erika Sema     | Miho Kuramochi Kanako Morisaki  | 6:2, 7:5          |
| 8.  | 28. September 2024 | Nanao     | ITF W50   | Teppich   | Naho Satō      | Momoko Kobori Ayano Shimizu     | 6:1, 6:3          |
| 9.  | 21. Juni 2025      | Zagreb    | ITF W75   | Sand      | Feng Shuo      | Arina Bulatowa Martha Matoula   | 7:5, 6:3          |